# J'invite le colonel !
J'invite le colonel ! est une comédie en 1 acte mêlée de couplets d'Eugène Labiche, représentée pour la 1re fois à Paris au Théâtre du Palais-Royal le 16 janvier 1860.
Collaborateur Marc-Michel. Editions Michel Lévy frères.

## Distribution
| Acteurs et actrices ayant créé les rôles |                      |
| Personnage                               | Acteur ou actrice    |
| Carbonnel                                | Ravel                |
| Le colonel Bernard                       | M. Pellerin          |
| Jules                                    | M. Gaston            |
| Isidore, domestique de Carbonnel         | Lassouche            |
| Élisa, femme de Carbonnel                | Mlle Élisa Deschamps |